# Relaciones Bulgaria-Hungría
Las relaciones Bulgaria-Hungría son relaciones diplomáticas entre  Bulgaria  y  Hungría. Ambos países independientes mantienen relaciones diplomáticas desde 1920. Los dos países estuvieron en las Potencias Centrales durante la Primera Guerra Mundial y en las Potencias del Eje durante la Segunda Guerra Mundial. Bulgaria tiene una embajada en  Budapest. Hungría tiene una embajada en  Sofía y un consulado honorario en  Varna. Ambos países son miembros de pleno derecho de la OTAN y la Unión Europea.

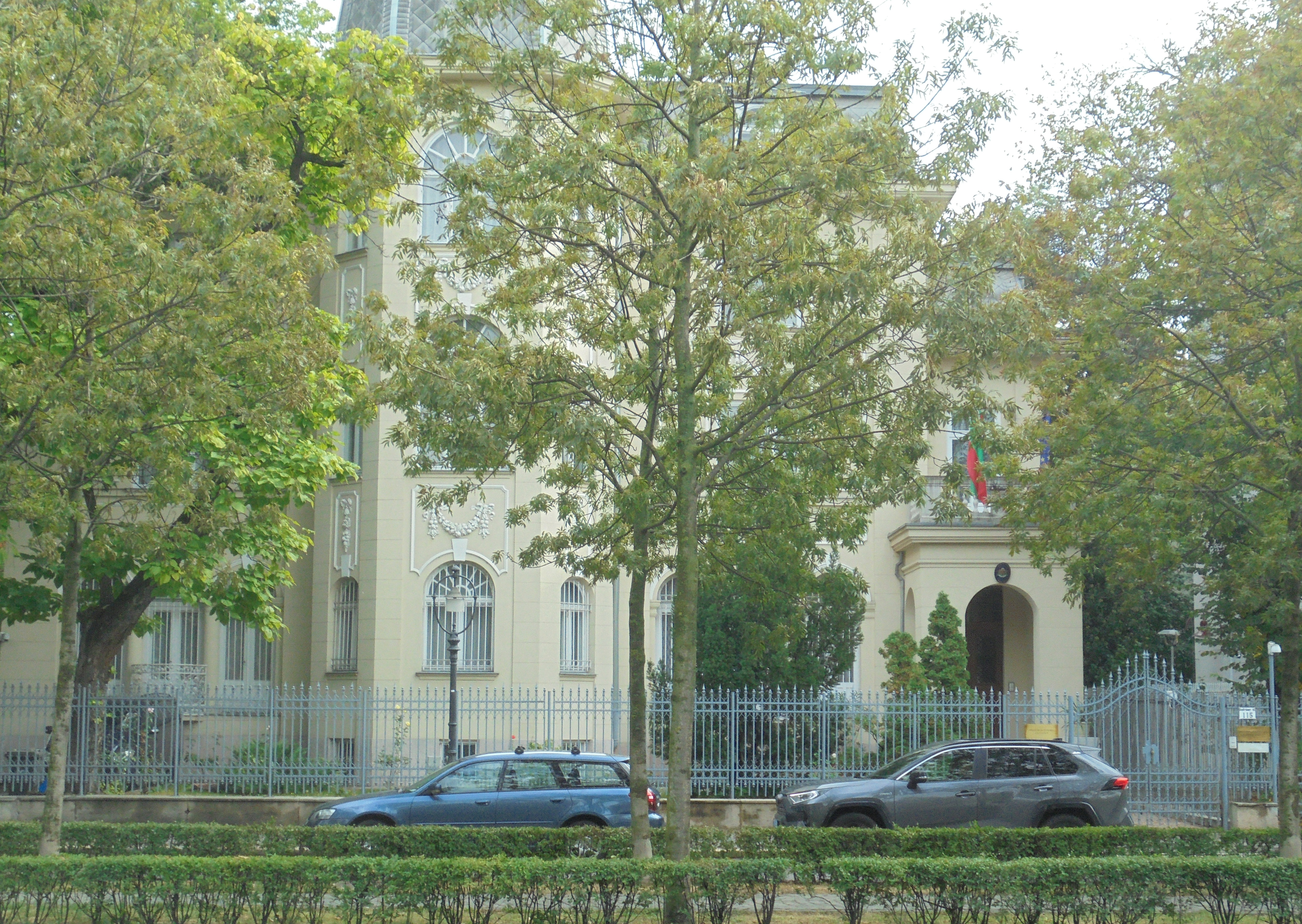
Embajada búlgara en Budapest